# 2000-talet (millennium)
Denna artikel handlar om 2000-talet i betydelsen hela årtusendet. Se i övrigt 2000-talet (decennium) , 2000-talet (hundraårsperiod) och för skrivsättets flertydighet 2000-talet (skrivsätt).
2000-talet  (tvåtusentalet) är det 3:e millenniet e.Kr. 

Det inleddes 1 januari 2000 och slutar 31 december 2999. En alternativ tolkning är att det inleddes den 1 januari 2001 och slutar den 31 december 3000.

## Händelser
- 2001 - 11 september-attackerna sker i USA[1], Afghanistankriget startar.[2]
- 2003 - Andra Irakkriget utbryter.[3][4]
- 2004 - Flodvågskatastrofen i Indiska oceanen inträffar.[5]
- 2008
  - Finanskris bryter ut.[6]
  - Barack Obama vinner presidentvalet i USA.[7]
- 2010 - Jordbävning i Haiti[8]
- 2014 - Krimkrisen utbryter i Ukraina[9]
- 2020 - Coronaviruspandemin börjar

## Personer
- George W. Bush
- Usama bin Ladin
- Saddam Hussein
- Barack Obama
- Angela Merkel
- Vladimir Putin
- Hugo Chávez
- Dmitrij Medvedev
- Fidel Castro
- Raúl Castro